# フンメル人形

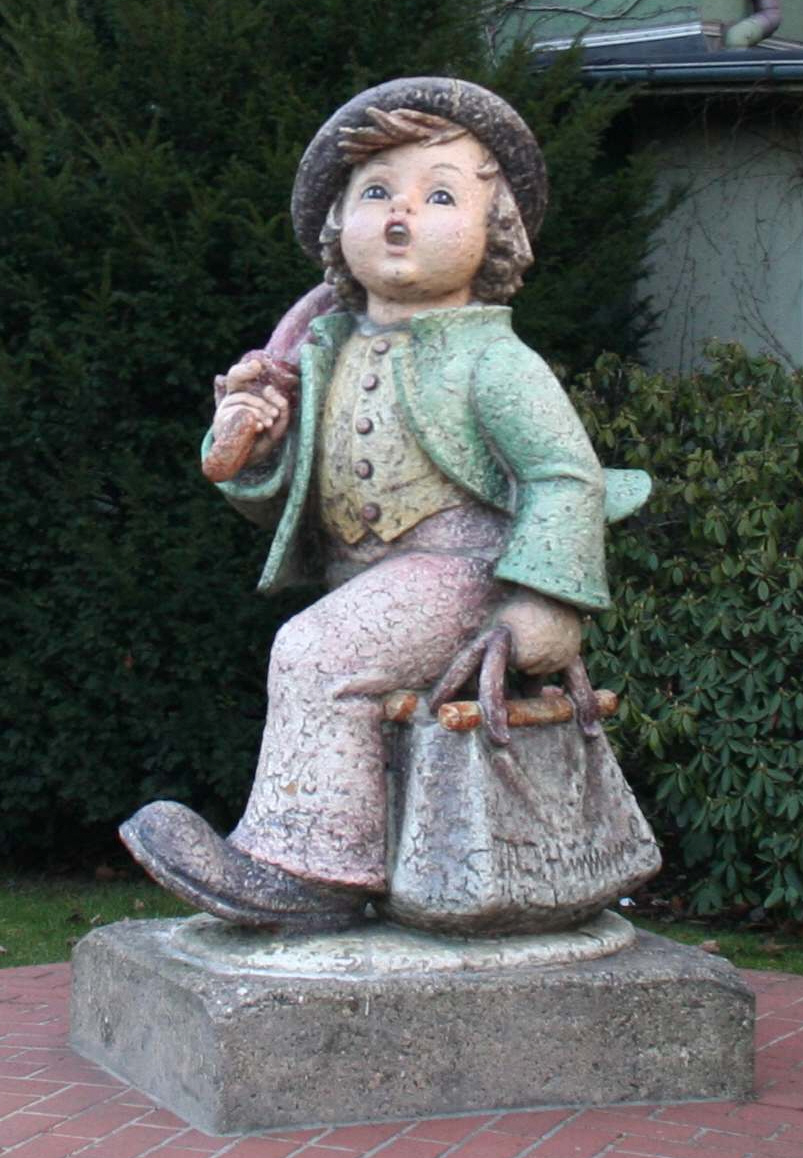
フンメル人形

フンメル（Hummel）とは、マリーア・イノツェンツィア・フンメル（Maria Innocentia Hummel, M. I. Hummel, 旧：ペルタ・フンメル; Bertha Hummel　1909年ニーダーバイエルン・マッシング Massing生 - 1946年没）のデザインによる陶磁器人形の総称。

## 概要
スペインのリヤドロと並び、世界的に有名な高級陶磁器人形ブランド。
現在はゲーベル社（Goebel） により合併会社として M.I.Hummel の名前で製品のデザインと開発、販売を行っている。合併後一時は衰退したものの、その独特のデザインと色のバランスで、いまだ世界中数多くのファンの心を掴んで離さない。
2008年6月18日、ゲーベルは販売の落ち込みのため、2008年中にフンメル人形の生産を中止すると発表した。
現在は新たにHummel&Manufaktur GmbHがM.Iフンメルブランドの製造権を引き継ぎ、
株式会社アヅマが日本正規代理店として販売を再開。百貨店を中心に展開中。

### 技術
近年、型を撮るためにアクリル樹脂を使用している。合成樹脂の使用で、工場生産段階で型の型を作る必要がなくなり、生産効率を上げることができる。
近年、ヨーロッパ産ソフトペーストからアジア産ハードペーストのポーセリン素地に変えている。素地を1150℃で一度ビスク焼成（「ビスク」とは、お菓子のビスケットと同じく、フランス語の「二度焼き＝ビスキュイ(biscuit)」が語源である。）し、透明のグレーズに漬け、再度1020℃で焼成。つるつるで水分を吸わなくなった表面に絵付けをし、760℃で絵具を定着させる。